# Hieronymus Münzer

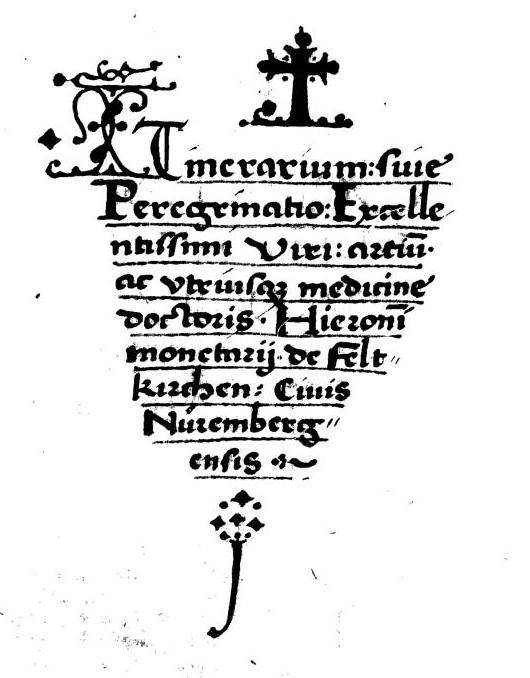
Anfang der Abschrift des Reiseberichts Münzers durch Hartmann Schedel

Hieronymus Münzer (auch: Müntzer, latinisiert Monetarius) (* 1437 oder 1447 in Feldkirch; † 27. August 1508 in Nürnberg) war ein Humanist, Arzt und Geograph in Nürnberg. Er war vermutlich Mitverfasser der Schedelschen Weltchronik.

## Leben
Seine Eltern waren Heinrich und Elisabeth Münzer. Hieronymus Münzer studierte ab 1464 an der Universität zu Leipzig und wurde dort 1466 Baccalaureus und 1470 zum Magister artium ernannt. Daneben studierte er aber auch bis 1474 Medizin; nach kurzer Lehrtätigkeit an der Lateinschule in Feldkirch 1476 setzte er dieses Studium in Pavia fort und promovierte dort 1477 zum Doktor der Medizin. Im gleichen Jahr zog er nach Nürnberg, wo er 1478 die Erlaubnis erhielt, als Arzt tätig zu sein. 1480 erwarb er das Bürgerrecht der Reichsstadt, in der er als nichtbeamteter Stadtarzt bis zu seinem Tod wirkte.
Er nahm 1480 Dorothea Kieffhaber († 1505) aus ratsfähigem Geschlecht zur Frau. Die aus dieser Ehe hervorgegangene Tochter Dorothea heiratete Dr. Hieronymus Holzschuher.
Münzer starb am 27. August 1508 in Nürnberg und wurde in der Kirche zu St. Sebald beigesetzt. Er hinterließ ein enormes Vermögen, das nicht zuletzt aus seiner Teilhaberschaft am Handelsgeschäft seines 1518 verstorbenen Bruders Ludwig (1507 Besitzer des Schlosses Gwiggen) stammte. Zusammen mit seinem Bruder stiftete er die berühmte Monstranz für die Pfarrkirche in Feldkirch.

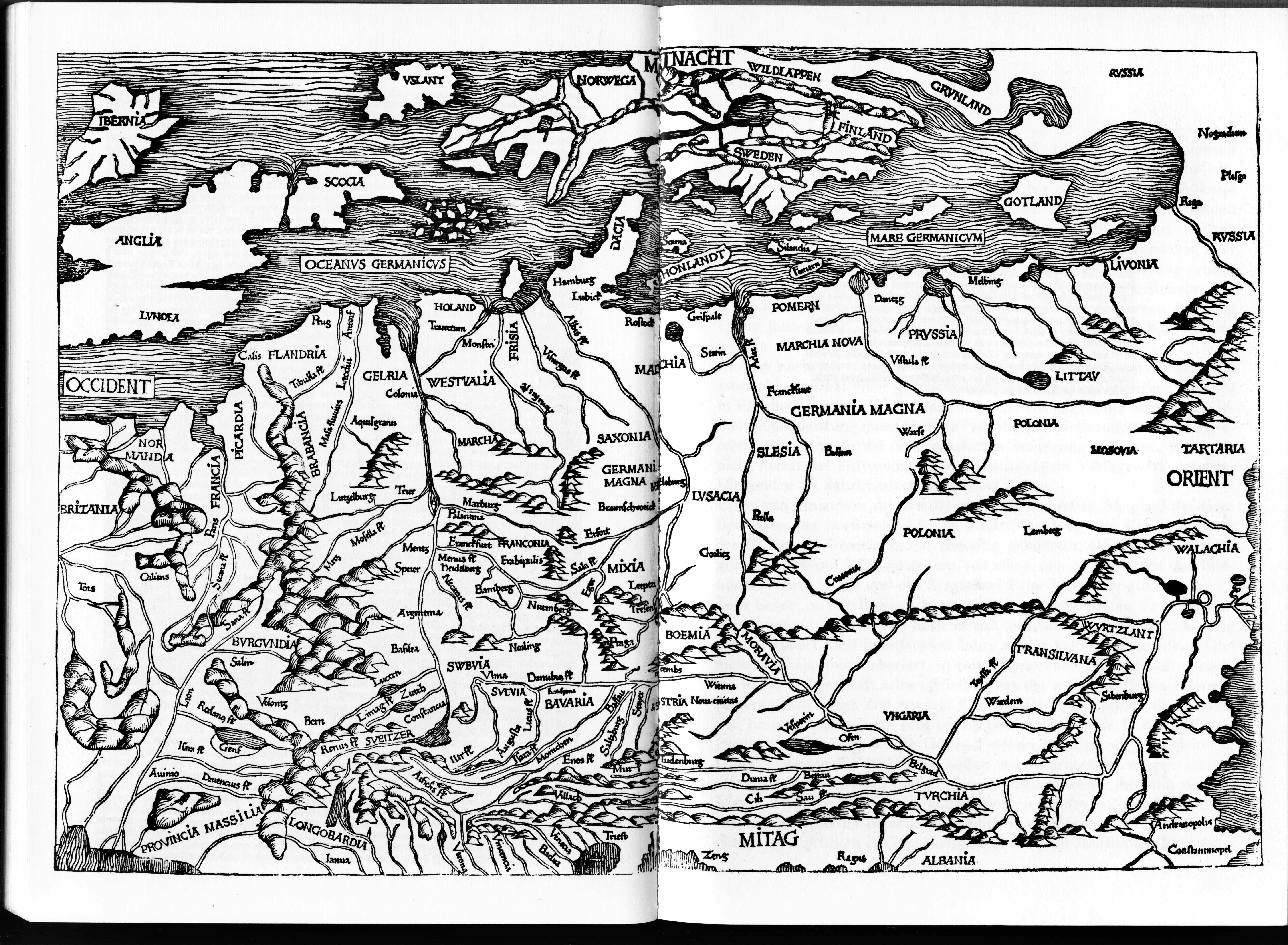
Die Deutschlandkarte des Münzer aus der Schedelschen Weltchronik von 1493

Eine kurze autobiographische Aufzeichnung schrieb Münzer in einem Rechnungsbuch nieder.

## Wirken
Münzer war eine bedeutende Persönlichkeit des Nürnberger Humanistenzirkels und beschäftigte sich intensiv mit Kosmografie und Astronomie. Er war mit Hartmann Schedel (1440–1514) befreundet und steuerte zu dessen berühmter Weltchronik aus dem Jahr 1493 geografische Teile bei, darunter auch die erste gedruckte Deutschlandkarte, die doppelseitig in der Chronik erschien.
Enge Kontakte zu dem Nürnberger Kaufmann Martin Behaim, an dessen Globus er vermutlich mitwirkte, veranlassten Münzer, den König von Portugal in einem berühmten Brief vom 14. Juli 1493 aufzufordern, den Seeweg nach Indien über den Atlantik zu suchen. Für die Westfahrt nach dem Lande Kathay, heißt es darin, könne der König als Begleiter den von König Maximilian abgesandten Martin Behaim haben.
1483 floh Münzer vor der Pest nach Italien, kaufte in Rom, Neapel und Mailand zahlreiche Bücher und kehrte 1484 zurück. Er reiste aber noch im selben Jahr in die Niederlande. 1494/95 unternahm er eine längere Reise, die ihn rund 7.000 Kilometer von Nürnberg aus durch die Schweiz, Frankreich (Marseille, Arles, Perpignan) nach Spanien führte. Dort konnte er als einer der ersten christlichen Reisenden Granada besuchen, das erst wenige Jahre zuvor (1492) durch die katholischen Könige Ferdinand und Isabella erobert worden war. Über Málaga und Sevilla zog er in seiner kleinen Reisegruppe (er selbst, zwei Nürnberger und ein Augsburger Kaufmannssohn) meist zu Pferd nach Portugal, wo er in Évora mit dem König speiste und dabei neueste Nachrichten geglückter Entdeckungsreisen erfuhr. Das berühmte Pilgerziel Santiago de Compostela durfte nicht fehlen. Weitere Stationen: Das berühmte Kloster Guadalupe, Madrid, wo er auf das Königspaar traf, Saragossa, Toulouse, Poitiers, Tours, Paris, dem er mehrere Tage widmete, Abbeville, Brügge, Gent, Köln, Mainz (ein Abstecher führte ihn zum Reichstag zu Worms 1495), Frankfurt, Würzburg.
Münzers spannender Bericht dieser Reise ist in lateinischer Sprache verfasst. Er trägt den Titel: Itinerarium siue peregrinatio excellentissimi viri artium ac vtriusque medicine doctoris Hieronimi Monetarii de Feltkirchen ciuis Nurembergensis. Im Titel wird deutlich, dass der gebildete Humanist auch – aber nicht nur – eine Pilgerfahrt unternahm. Einzelne Teile des Werks liegen in Übersetzung derjenigen Landessprache vor, die heute in dem von Münzer besuchten Gebiet gesprochen wird. Im Rahmen eines Projekts an der Friedrich-Alexander-Universität Erlangen-Nürnberg wurde eine kommentierte Neuedition des lateinischen Textes vorgelegt:
- Hieronymus Münzer. Itinerarium. Hrsg. von Klaus Herbers u. a. Wiesbaden: Harrassowitz, 2020 (MGH Reiseberichte des Mittelalters 1)

Eine deutsche Übersetzung des gesamten Reiseberichts veröffentlichte 2020 Klaus Herbers.

## Werke
Von dem lateinischen Reisebericht und dem Anhang über die Entdeckung Afrikas existiert nur eine einzige Abschrift: München, Bayerische Staatsbibliothek, Clm 431, Bl. 96r–274v (Digitalisat), Abschrift von Hartmann Schedel. Eine noch im 19. Jahrhundert vorhandene zweite Handschrift ist verschollen.
- Itinerarium siue peregrinatio excellentissimi viri artium ac vtriusque medicine doctoris Hieronimi Monetarii de Feltkirchen ciuis Nurembergensis (Reise 1494/95).
  - Teilausgabe von Ludwig Pfandl: Itinerarium hispanicum Hieronymi monetarii (1494–1495). In: Revue Hispanique 48 (1920), S. 1–179 (Internet Archive).
- De inventione Africae maritimae et occidentalis videlicet Geneae per Infantem Heinricum Portugalliae.
  - Hrsg. von v. Friedrich Kunstmann: Hieronymus Münzer’s Bericht über die Entdeckung der Guinea. Mit einleitenden Erläuterungen. In: Abhandlungen der historischen Classe der königlich bayerischen Akademie der Wissenschaften. Bd. 7, München 1855, S. 291–362 (UB Eichstätt).

In der Handschrift der Staatlichen Bibliothek Ansbach Ms. lat. 39, Bl. 234r ist ein kurzer Text Münzers erhalten, der sich darin mit abergläubischen magischen Praktiken auseinandersetzte (Quaestio de incantationibus).

## Bibliothek

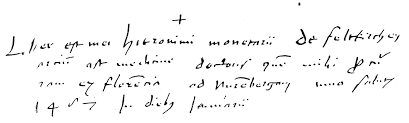
Besitzvermerk Münzers

Münzer schenkte einen Teil seiner Bücher der Pfarrbibliothek St. Nikolaus in seiner Heimatstadt Feldkirch. 1510 erhielt nach einem Eintrag im Feldkircher Ratsbuch der Prediger Hans Winterthur 76 einzeln aufgezählte Titel ausgeliehen. Nachdem der Jesuit Joseph Fischer in der abgelegenen Kuratie von Marul im Großen Walsertal einen umfangreichen Buchbestand aus der ehemaligen Nikolaus-Bibliothek gefunden hatte, wurde dieser 1930 von der Stadt Feldkirch angekauft. Heute befinden sich in der Stadtbibliothek 25 Titel aus der Bibliothek Münzers. Der größere Teil verblieb in Nürnberg und soll um 1600 noch um 500 Bände umfasst haben. Sie war an den Schwiegersohn Münzers, Hieronymus Holzschuher übergegangen. Die Bücher gelangten schließlich in die Schlossbibliothek Nikolstein der Fürsten von Dietrichstein (heute Mikulov). In den 1930er Jahren wurden die Bücher Münzers versteigert. Inkunabeln der Münzerschen Bibliothek sind heute in etlichen Sammlungen nachweisbar, unter anderem in der Württembergischen Landesbibliothek Stuttgart und in der Mährischen Landesbibliothek.
Münzer versah seine Bücher häufig mit Besitzvermerken und handschriftlichen Zusätzen. So notierte er in einer Herodot-Ausgabe (gedruckt Venedig 1474), die sich heute in der Ratsschulbibliothek Zwickau befindet, dass er sie am 20. Oktober 1479 in Venedig gekauft habe. Einen Druck von 1481 (heute in der Nationalbibliothek Budapest) schenkte ihm 1482 Anton Koberger.
Der Antiquar Ernst Philip Goldschmidt, der den Nikolsburger Bestand entdeckte und in einer wissenschaftlichen Monographie auswertete, hat anscheinend bereits vor der Auflösung der Nikolsburger Bibliothek 1933 mit Münzer-Bänden gehandelt.
Münzer interessierte sich nicht nur für seine eigenen Bücher, sondern auch für die Bibliotheken in den Orten, die er auf seinen Reisen besuchte.